# Акула-нянька руда
Акула-нянька руда (Nebrius ferrugineus) — єдиний вид роду Nebrius родини акули-няньки. Інші назви «іржава акула-нянька», «світло-коричнева акула-нянька».

## Опис
Загальна довжина досягає 3,2 м, зазвичай — 2,2-2,7 м. Голова широка, трохи сплощена. Очі маленькі. За ними розташовані великі бризкальця. Перед ніздрями присутні 2 вусика. Нижня губа наче поділена на 3 частини. Рот маленький. На верхній щелепі — 29-33 рядка широких зубів, з декількома верхівками, з яких центральна є високою, бокові — маленькі. На нижній щелепі — 26-28. У неї 5 пар зябрових щілин. Тулуб циліндричний, подовжений, обтічний. Грудні плавці великі, загострені. Має 2 спинних плавця, з яких передній більше за задній. Передній спинний плавець серпоподібний. Розташовано навпроти черевних плавців. Черевні плавці мають серпоподібну форму. Анальний плавець розташовано неподалік від хвостового плавця. Хвостовий плавець становить 1/4 усієї довжини тіла, він гетероцеркальний, нижня лопать майже не розвинена.
Забарвлення спини і боків коливається від жовтуватого до коричневого кольору з сірими або червоними відтінками, що надає рудий вигляд. Звідси походить назва цієї акули. Черево має білий колір.

## Спосіб життя
Тримається у прибережній зоні, до глибини 70 м. Воліє до рифів з піщаним дном і водоростями. Доволі моторна акула. За допомогою щочного насосу і бризкалець здатна подовгу триматися та дихати нерухомо на дні. Вдень відпочиває у природних укриттях. Активна в присмерку або вночі. Утворює великі групи. Полює біля дна, є бентофагом. Живиться восьминогами, каракатицями, кальмарами, крабами, омарами, лангустами, морськими їжаками, морськими зміями, бичками, камбалами, рибами-хірургами. Доволі територіально, не віддаляється від звичного місця полювання. Ворогами у акула-бик, лимонна та тигрова акули.
Статева зрілість у самців настає при розмірі 2,5 м, самиць — 2,3-2,9 м. Це яйцеживородна акула. Самиця народжує до 4 акуленят завдовжки 40-80 см. Має низьку здатність до репродукції.
Є об'єктом промислового вилову, особливо цінується м'ясо та плавців.
Не становить загрози для людини. Доволі рідкісні укуси цієї акули, однією з жертв був Теодор Рузвельт III, якого у 1973 році вкусила руда акула-нянька за плече.

## Розповсюдження
Мешкає від ПАР уздовж узбережжя східної Африки до Червоного моря включно, біля Мадагаскару, Маскаренських, Сейшельських і Мальдівських островів, від Аравійського півострова до Бангладеш (включно з Перською затокою та архіпелагом Чагос), біля берегів Таїланду, Індонезії, Малайзії, Брунею, Східного Тимору, о. Нова Гвінея, північної Австралії, від Камбоджі до Японії (включно з Тайванем та північною акваторією Філіппін). окремі види зустрічаються біля Маршаллових островів, Нової Каледонії, Палау, Самоа, Таїті.